# Récekeresztúr község
Récekeresztúr község (románul: Comuna Recea-Cristur) község Kolozs megyében, Romániában. Központja Récekeresztúr, beosztott falvai Alsócsobánka, Aszó, Felsőcsobánka, Gyurkapataka, Kecskeháta, Pusztaújfalu, Veck, Völcs.

## Fekvése
Kolozs megye északkeleti részén helyezkedik el, Szilágy megye határán, Kolozsvártól 42, Déstől 32 kilométer távolságra. Szomszédos községek: északon Oroszmező és Zálha, nyugaton Csákigorbó, délen Páncélcseh, keleten Alparét. A DJ 109A megyei úton közelíthető meg. A legközelebbi vasútállomás Désen található.

## Népessége
1850-től a népesség alábbiak szerint alakult:
| Lakosok száma | 2947 | 2767 | 3237 | 3712 | 3772 | 3149 | 1812 | 1701 | 1412 | 1453 |
|               | 1850 | 1880 | 1900 | 1930 | 1941 | 1977 | 1992 | 2002 | 2011 | 2021 |

A 2011-es népszámlálás adatai alapján a község népessége 1412 fő volt, melynek 75,99%-a román, 18,34%-a roma, 1,06%-a magyar. Vallási hovatartozás szempontjából a lakosság 86,61%-a ortodox, 6,23%-a pünkösdista, 1,06%-a Jehova tanúja.

## Nevezetességei
A község területéről az alábbi épületek szerepelnek a romániai műemlékek jegyzékében:
- az aszói Szent Mihály és Gábriel arkangyalok fatemplom (LMI-kódja CJ-II-m-B-07730)
- a felsőcsobánkai Szent Miklós-fatemplom (CJ-II-m-B-07567)

## Híres emberek
- Récekeresztúron született Kardos Albert irodalomtörténész (1861–1945).